# Ryan Mallett
Pour les articles homonymes, voir Mallett.
(en) Statistiques sur pro-football-reference
Ryan Mallett, né le 5 juin 1988 à Batesville dans l'Arkansas, et mort le 27 juin 2023 à Destin en Floride, est un joueur américain de football américain évoluant au poste de quarterback.
Il a joué pour les Patriots de la Nouvelle-Angleterre, les Texans de Houston et les Ravens de Baltimore en National Football League (NFL).
Mallett meurt noyé à Destin, en Floride, le 27 juin 2023, à l'âge de 35 ans. La NFL lui a rendu hommage sur Twitter à la suite de l'annonce de son décès, déclarant que "la famille de la NFL est profondément attristée par le décès de Ryan Mallett. Nos pensées vont à sa famille et à ses proches." Selon le bureau du shérif du comté d'Okaloosa, Mallett a été coincé sur un banc de sable et s'est noyé alors qu'il tentait de revenir à terre. Le National Weather Service avait publié une déclaration d'avertissement sur les courants d'arrachement dans la région.